# Marysville (Kalifornia)
Marysville település az Amerikai Egyesült Államok Kalifornia államában, Yuba megyében, melynek megyeszékhelye is. Lakosainak száma 12 844 fő (2020. április 1.).

## Népesség
A település népességének változása:

| 2010 | 12 072 |
| 2020 | 12 844 |